# 平野喜八郎
平野 喜八郎（ひらの きはちろう、1920年〈大正9年〉8月21日 - 2010年〈平成22年〉10月24日）は、日本の政治家。元岐阜県各務原市長。岐阜県郡上市（旧・郡上郡大和町）出身。

## 略歴
- 一宮中学校（旧制）、関西大学予科、関西大学経商学部卒。
- 1973年（昭和48年）に発生した各務原市の汚職事件による松原啓吉市長の辞任（市議会も解散している）による市長選で当選。6期24年務めた。
- 岐阜市、名古屋市のベッドタウンとして急激に人口が増加したのに伴い、小中学校の新設や社会基盤の整備に力を入れている。また、岐阜大学工学部、農学部跡地を各務原市民公園として整備、かかみがはら航空宇宙博物館の開設を行なった。
- 名古屋市との結びつきが強い鵜沼地区（旧・稲葉郡鵜沼町）と岐阜市との結びつきが強い那加、蘇原地区（旧・稲葉郡那加町、蘇原町）の住民交流に苦心したという。
- 1998年（平成10年）に勲三等瑞宝章を受章。
- 長男は、元三菱UFJ銀行会長の、平野信行。